# Lepidonotus citrifrons
Lepidonotus citrifrons är en ringmaskart som beskrevs av Augener 1906. Lepidonotus citrifrons ingår i släktet Lepidonotus och familjen Polynoidae. Inga underarter finns listade i Catalogue of Life.